# Tunel w Szklarach
Tunel w Szklarach – wąskotorowy tunel kolejowy w Szklarach, w województwie podkarpackim. Jest to jedyny czynny tunel na kolejach wąskotorowych w Polsce.

## Budowa tunelu

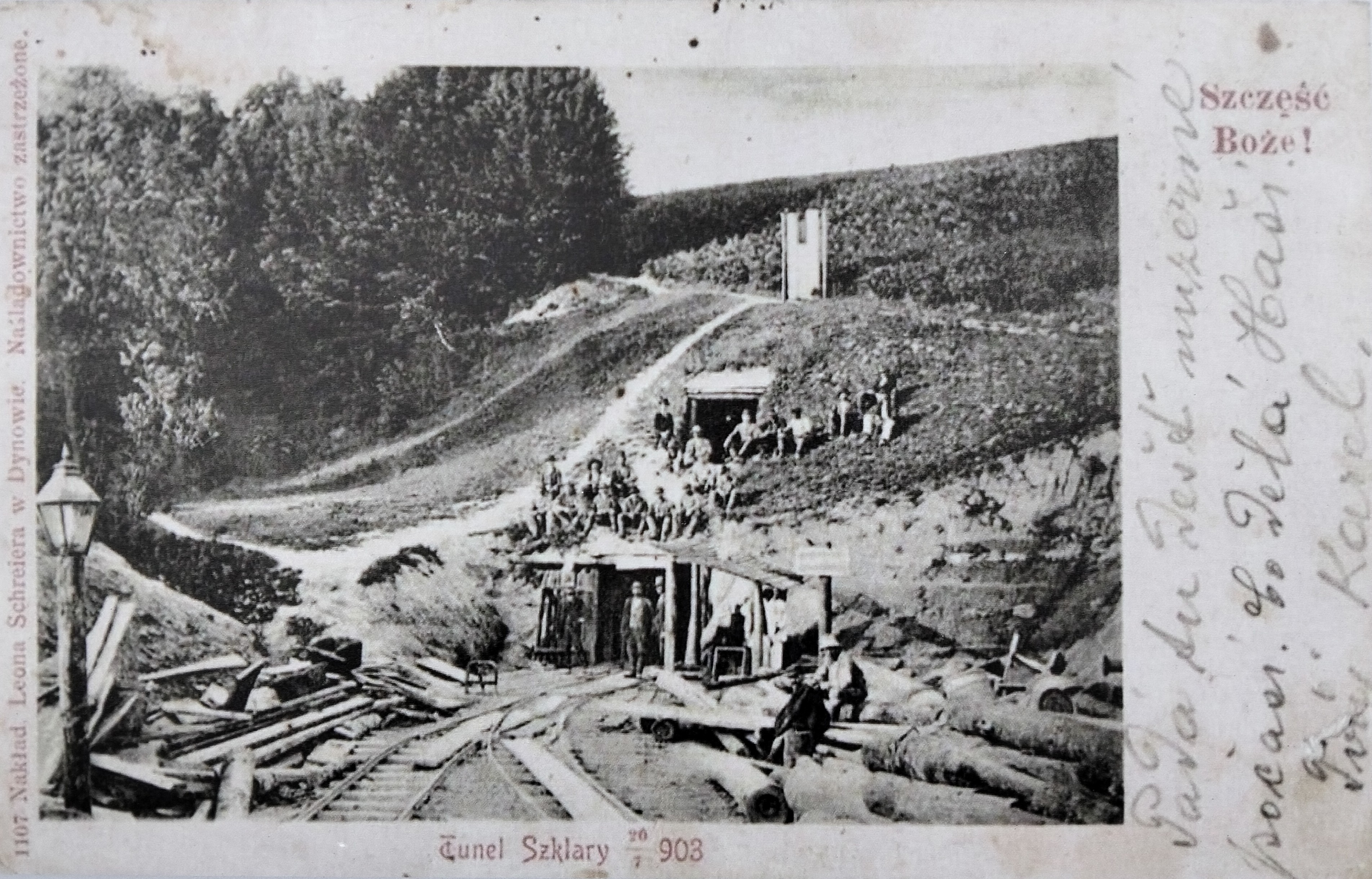
Budowa tunelu w 1903

Tunel w Szklarach jest częścią linii wąskotorowej łączącej Przeworsk z Dynowem. Koncepcja budowy przeworskiej kolei powstała w okresie monarchii austro-węgierskiej na potrzeby obsługi cukrowni w Przeworsku. Cała linia została wybudowana w latach 1902–1904, natomiast sam tunel powstał w latach 1903–1904. Głównym projektantem tunelu był starszy inż. Maurycy Machalski, zatrudniony w Krajowym Biurze Kolejowym we Lwowie. Sam obiekt położony jest pod Szklarską Górą pomiędzy 35,324 a 35,923 kilometrem linii. Według dokumentacji projektowej jego długość wynosi 599,37 m. Rzeczywisty wymiar, jaki podają źródła to 600 lub 602 metry. Szerokość wynosi 4,3 m, wysokość 4,7 m, naziom nad tunelem dochodzi do 37 m. Obudowę tunelu wykonano z kamienia (piaskowca), a sklepienie wzmocniono blokami z prefabrykowanego betonu. W 1905 r. zamontowano drewniane bramy, aby zapobiec powstawaniu naturalnych przeszkód tj. zwisających sopli lodu w okresie zimowym. Do czasów dzisiejszych zachowały się jedynie fragmenty tej konstrukcji. Ciekawostkę obiektu stanowią wnęki (nyże) rozmieszczone po obu stronach ścian tunelu. Ich przeznaczenie było podwójne. Po pierwsze dawały schronienie dla pracowników, a po drugie były to miejsca wyznaczone do założenia materiału wybuchowego celem wysadzenia tunelu.

## Atrakcja turystyczna
Sam tunel stanowi atrakcję turystyczną Podkarpacia. Przyciąga nie tylko miłośników kolejki wąskotorowej, ale również fotografów próbujących utrwalić niezwykłość tego miejsca. Szczególnie ciekawe zjawisko można zaobserwować zimą, kiedy przeciekająca woda zamarza w tunelu tworząc niezwykle formy lodowych nacieków.

## Ruch pociągów
W sezonie letnim przez tunel przejeżdża pociąg turystyczny PKW „Pogórzanin”.

## Galeria

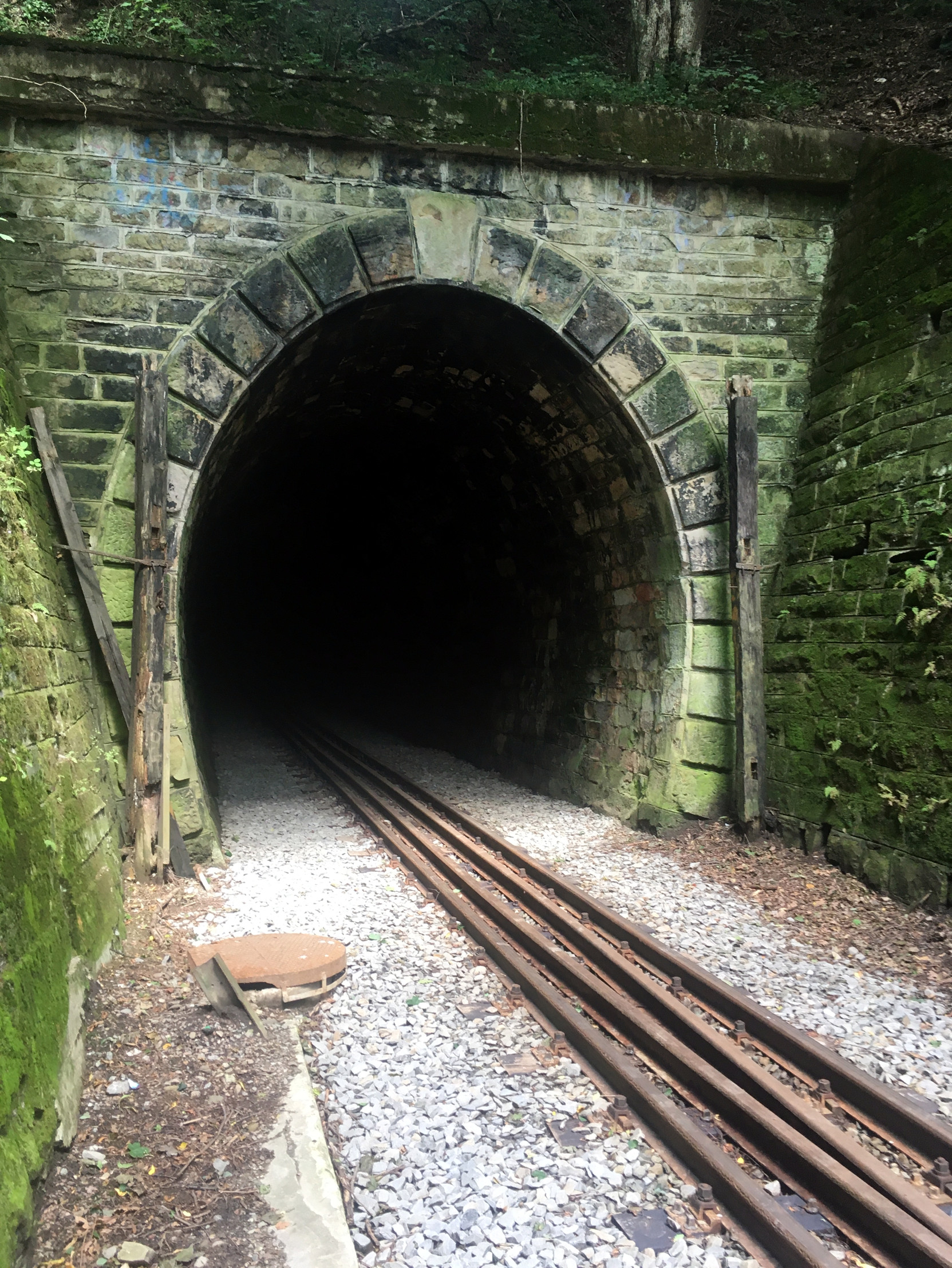
Portal tunelu
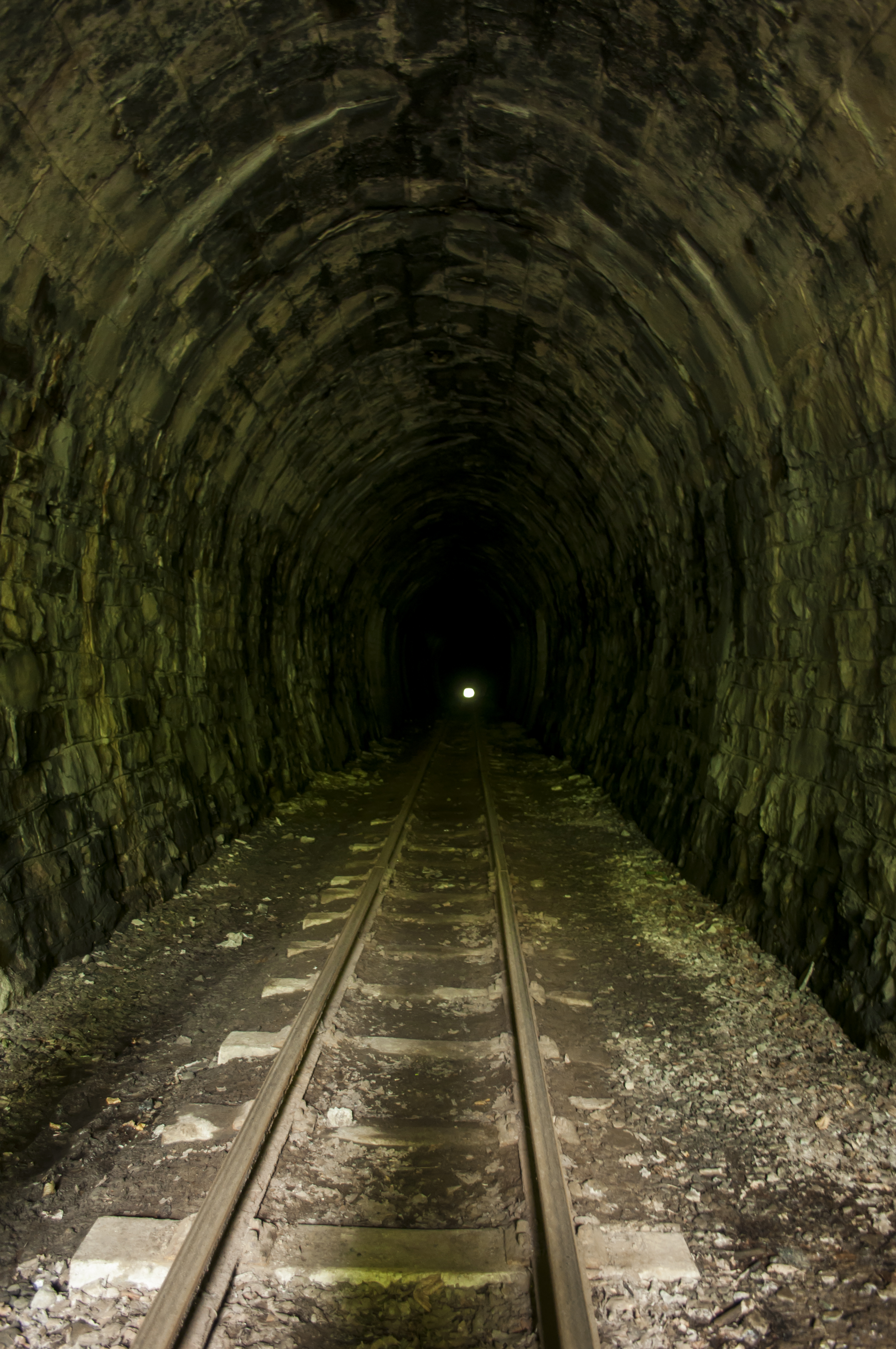
Wnętrze tunelu
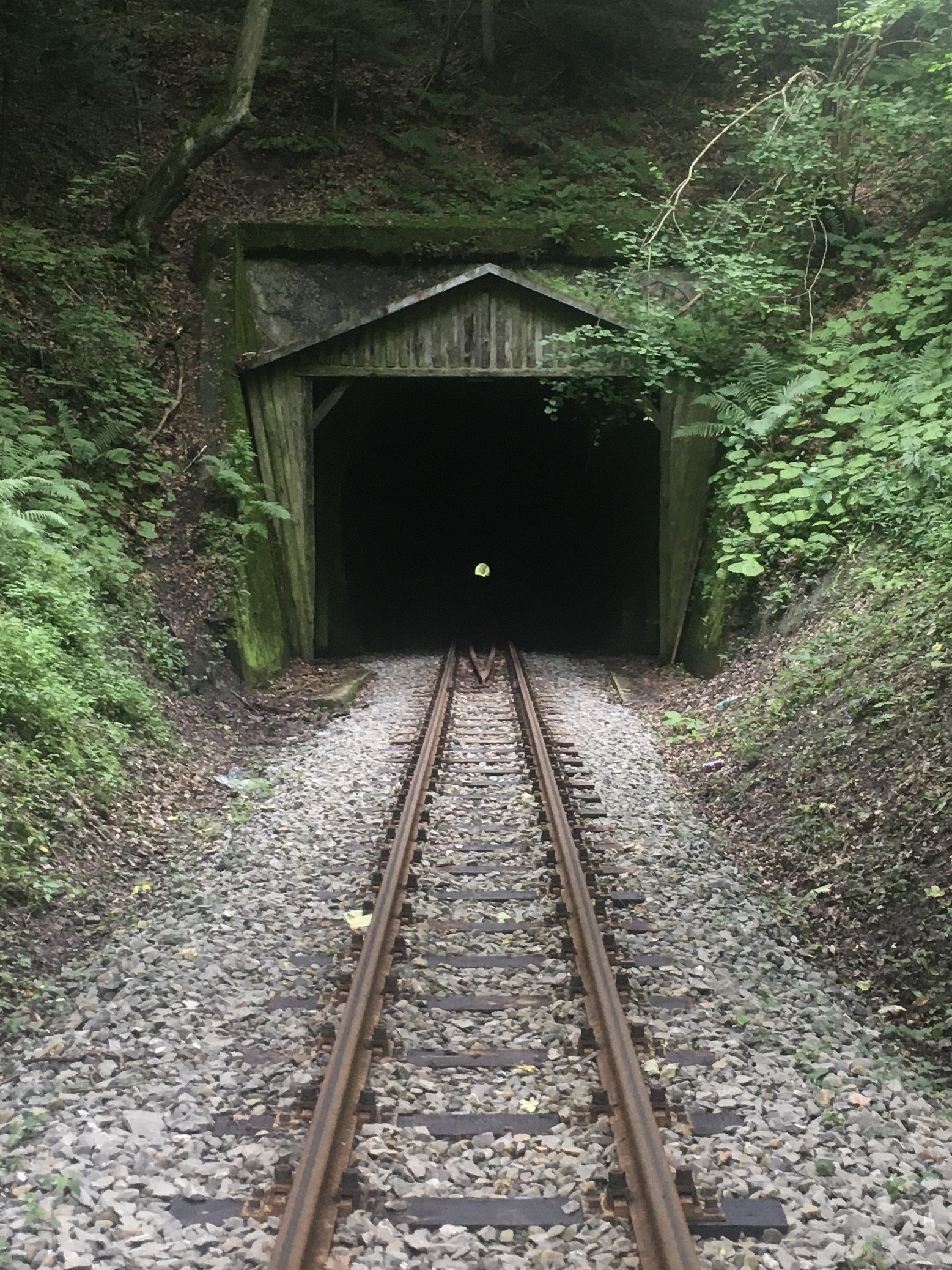
Wjazd od strony północno-wschodniej